# Kinder des Olymp
Kinder des Olymp (frz. Originaltitel Les enfants du paradis) ist ein von 1943 bis 1945 von Marcel Carné  nach einem Drehbuch von Jacques Prévert gedrehter Liebesfilm. Er gilt als herausragendes Beispiel des poetischen Realismus in Frankreich. Der Film erzählt von den Beziehungen einer Frau zu vier Männern im Pariser Theatermilieu um 1835. Der deutsche Titel ist die sinngemäße Übersetzung des französischen, da der höchste Rang im Theater (französisch: paradis) auf Deutsch „Olymp“ heißt.

## Handlung
Die vier Männerfiguren, von denen drei tatsächlich lebten, gruppieren sich um Garance, deren Schönheit und Anziehung sich niemand zu entziehen vermag. Die Handlung beginnt 1827.
Garance verlässt ihren Liebhaber, den Anarchisten und Gauner Lacenaire, und trifft auf den Pantomimen Baptiste Deburau, der sich Hals über Kopf in sie verliebt. Zunächst scheint Garance seine Liebe zu erwidern, doch Baptiste ist nicht bereit, den letzten Schritt zu tun, und so muss er zusehen, wie Garance sich mit dem selbstbewussten Schauspieler Lemaître einlässt. Sie verlässt die Stadt mit dem adligen Lebemann de Monteray, nachdem er sie gegen eine falsche Beschuldigung protegiert hat.
Nach Jahren kehrt Garance zurück, und das Liebeskarussell dreht sich erneut. Lemaître gelingt es als einzigem, sich emotional – durch seine Schauspielleidenschaft – zu lösen. Lacenaire tötet den Grafen de Monteray, um sich auf diese Weise von Garance zu befreien und ein Duell zwischen Lemaître und de Monteray zu verhindern. Im mittlerweile verheirateten Baptiste flammt die Liebe zu Garance wieder auf. Er verlässt für eine Nacht Frau und Kind, um sich mit Garance zu treffen. Als seine Frau ihn mit Garance entdeckt und zur Rede stellt, flüchtet Garance. Baptiste folgt ihr, aber Garance entschwindet in einer Kutsche, und er geht im Taumel des Straßenkarnevals unter.

## Entstehungsbedingungen
Alle künstlerischen Produktionen unterlagen der Zensur der deutschen Besatzungsmacht. Weil nur Filme von 90 Minuten Länge erlaubt waren, wurde das Projekt in zwei Halbfilme aufgespalten (Le boulevard du Crime und L'homme blanc). Außerdem musste der Film sich völlig auf private, intime Beziehungen beschränken und in einer weit entlegenen Zeit spielen. Zugleich wurde er von den Produzenten sehr groß angelegt (umfangreiche Equipe, enorme Statisterie, lange Drehzeit), damit es durch die Arbeit für diesen Film möglichst vielen Künstlern ermöglicht wurde, der Rekrutierung durch den berüchtigten STO (Service du travail obligatoire) zu entgehen, der Hunderttausende von Franzosen als Arbeitskräfte nach Deutschland deportierte. Einige Künstler konnten nur unter Pseudonym mitarbeiten, z. B. Joseph Kosma, der schon die Musik für Jean Renoirs von Joseph Goebbels verbotenes Meisterwerk Die große Illusion komponiert hatte und sich Georges Mouqué nannte. Wegen des Nahrungsmittelmangels war es schwierig, Szenen mit üppig gedecktem Tisch zu drehen – er war oft schon leer gegessen, bevor die Klappe geschlagen wurde. Robert Le Vigan, der Darsteller des Jéricho, erwies sich als Kollaborateur und wurde durch Pierre Renoir ersetzt. Carné und Prévert sollen wichtige Filmrollen versteckt gehalten haben, damit sie nicht den Besatzern in die Hände fielen. Die Uraufführung des Films fand einige Monate nach der Befreiung von Paris am 9. März 1945 in Paris statt. Dass auch Arletty wegen einer Affäre mit dem deutschen Luftwaffenoffizier Hans-Jürgen Soehring als Kollaborateurin in Haft kam, vermochte dem Ansehen und dem Erfolg des Films nicht mehr zu schaden. Als Filmarchitekt wirkte Raymond Gabutti mit.

## Synchronisation
Es existieren zwei deutsche Synchronfassungen. Die erste entstand 1947 bei der Film-Union, Teningen. Ela Elborg schrieb das Dialogbuch und Eugen Berger führte Regie. Die zweite entstand 1964 im Auftrag der ARD bei der Beta-Technik Gesellschaft für Filmbearbeitung mbH, München. Manfred R. Köhler schrieb das Dialogbuch und führte Regie.
| Rolle                     | Darsteller          | Synchronsprecher (Kino 1947) | Synchronsprecher (TV 1964) |
| ------------------------- | ------------------- | ---------------------------- | -------------------------- |
| Garance                   | Arletty             | Tina Eilers                  | Renate Grosser             |
| Baptiste Deburau          | Jean-Louis Barrault | Walter Plüss                 | Peter Arens                |
| Frédérick Lemaître        | Pierre Brasseur     | Curt Ackermann               | Harald Juhnke              |
| Pierre-François Lacenaire | Marcel Herrand      | ?                            | Reinhard Glemnitz          |
| Jericho, Kleiderhändler   | Pierre Renoir       | Werner Schnicke              | Walter Holten              |
| Nathalie                  | Maria Casarès       | ?                            | Eleonore Noelle            |
| Graf de Monteray          | Louis Salou         | ?                            | Alf Marholm                |
| Anselme Deburau           | Étienne Decroux     | ?                            | Herbert Weicker            |
| Der Blinde                | Gaston Modot        | ?                            | Wolfgang Büttner           |
| Madame Hermine            | Jane Marken         | ?                            | Helen Vita                 |
| Direktor des Funambules   | Marcel Pérès        | ?                            | Klaus W. Krause            |
| Celestin                  | Robert Dhéry        | ?                            | Werner Uschkurat           |

## Kritiken
- Georges Sadoul: Das Meisterwerk unter den Filmen, die, obgleich sie ästhetischen Vorurteilen gehorchten, dennoch von Dauer sind, war „Kinder des Olymp“ von Marcel Carné (1943–45). Die romantische Handlung bezieht sich auf die Zeit der Geheimnisse von Paris. Die Liebschaften des Pantomimen Debureau (Jean-Louis Barrault) und einer wie von Balzac geschaffenen Kurtisane (Arletty), die Verzweiflung einer treuen Gattin (Maria Casarès), die Bohème eines berühmten Schauspielers (Pierre Brasseur), der Anarchismus eines intellektuellen Mörders (Marcel Herrand), die populären Theater, der Boulevard du Crime, die türkischen Bäder, die Kaschemmen sind Elemente einer prächtigen Unterhaltung, deren Vollkommenheit fast unvergleichlich ist. Den Hintergrund bildet ein großer Diskurs über Kunst und Wirklichkeit, gestützt durch das Nebeneinander der verschiedenen Formen der Schaustellerei: Melodram, Tragödie, Pantomime, Kino – und das Leben selbst. Dieses Werk verdiente den großen internationalen Erfolg  auf Grund seiner Noblesse, seiner Balance, seiner Qualität und seines Raffinements.
- Ulrich Gregor, Enno Patalas Geschichte des Films: Alles zeugt in diesem Film von Geschmack, Intelligenz und musikalischem Formgefühl; und doch kann man sich des Gefühls nicht erwehren, daß 'Les enfants du paradis' seiner literarischen Konzeption nach eigentlich ins 19. Jahrhundert gehört. Der sublimierte Traditionalismus dieses Films ist namentlich in deutschen Filmclubs oft als Offenbarung zukünftiger Filmkunst mißverstanden worden – wobei allerdings eine geheime Vorliebe für „Zeitlosigkeit“ mitspielen mag.
- Reclams Filmführer: Eines der reifsten, schönsten Werke der französischen Filmkunst.
- Lexikon des internationalen Films: Lieben und Schicksale, scheiternde Hoffnungen und Enttäuschungen verweben sich in der kunstvollen Arbeit Carnés und Préverts zu einem gleichnishaften Gesamtbild vom Leben als Theater und vom Theater als Lebensbühne. Ein Meisterwerk der Filmgeschichte, das durch Dialogreichtum und -qualität, darstellerische Glanzleistungen und poetische Grundhaltung besticht.[6]
- Reclam Filmklassiker, Günter Giesenfeld: Die Figuren erscheinen als Repräsentanten theatralischer Attitüden: der sentimentale Clown, der grobschlächtige Schmierenkomödiant, der tragische Held und – in der Gestalt des Lacenaire – der verhinderte Autor, der sein eigenes Leben wie ein Theaterstück inszeniert. Beide Stilisierungen, die melodramatisch-romantische und die poetologisch-rationale, sind letztlich unvereinbar. Vielleicht ist es dieser Widerspruch, der die – mit dem zeitlichen Abstand deutlicher hervortretenden – ästhetischen Defizite des Films bewirkt: den Widerspruch etwa zwischen inszenatorischer Prachtentfaltung und verbaler Statik in vielen Szenen, die überwiegend illustrative Verwendung des Bildes.
- Evangelischer Filmbeobachter: Die philosophisch vertiefte Liebesgeschichte aus dem Milieu der Pariser Komödianten um die Mitte des 19. Jahrhunderts und die großartige Schauspielkunst eines Jean Louis Barrault und Pierre Brasseur machen diesen Film zu einem der reifsten und schönsten Werke der französischen Filmkunst. (Kritik Nr. 94/1949)